# Vitis
Pour les articles homonymes, voir vigne.
Genre
Classification APG III (2009)
Vitis est un genre d'arbustes et arbrisseaux sarmenteux de la famille des Vitaceae. Ce genre rassemble les espèces de plantes désignées collectivement sous le nom vernaculaire  « vignes ». Il comporte plus de 72 espèces réparties dans les zones tempérées et subtropicales de l'Europe et du Proche-Orient, d'Asie Orientale et d'Amérique du Nord et Centrale.
Parmi les nombreuses espèces du genre, la principale sur le plan économique est la vigne européenne, Vitis vinifera, cultivée un peu partout dans les régions tempérées du monde. Outre cette dernière, les espèces de ce genre adaptées à la viticulture sont : Vitis labrusca, Vitis riparia, Vitis rupestris, Vitis berlandieri, Vitis amurensis, Vitis coignetiae, Vitis vulpina, Vitis acerifolia, Vitis aestivalis, Vitis rotundifolia...

## Caractéristiques générales

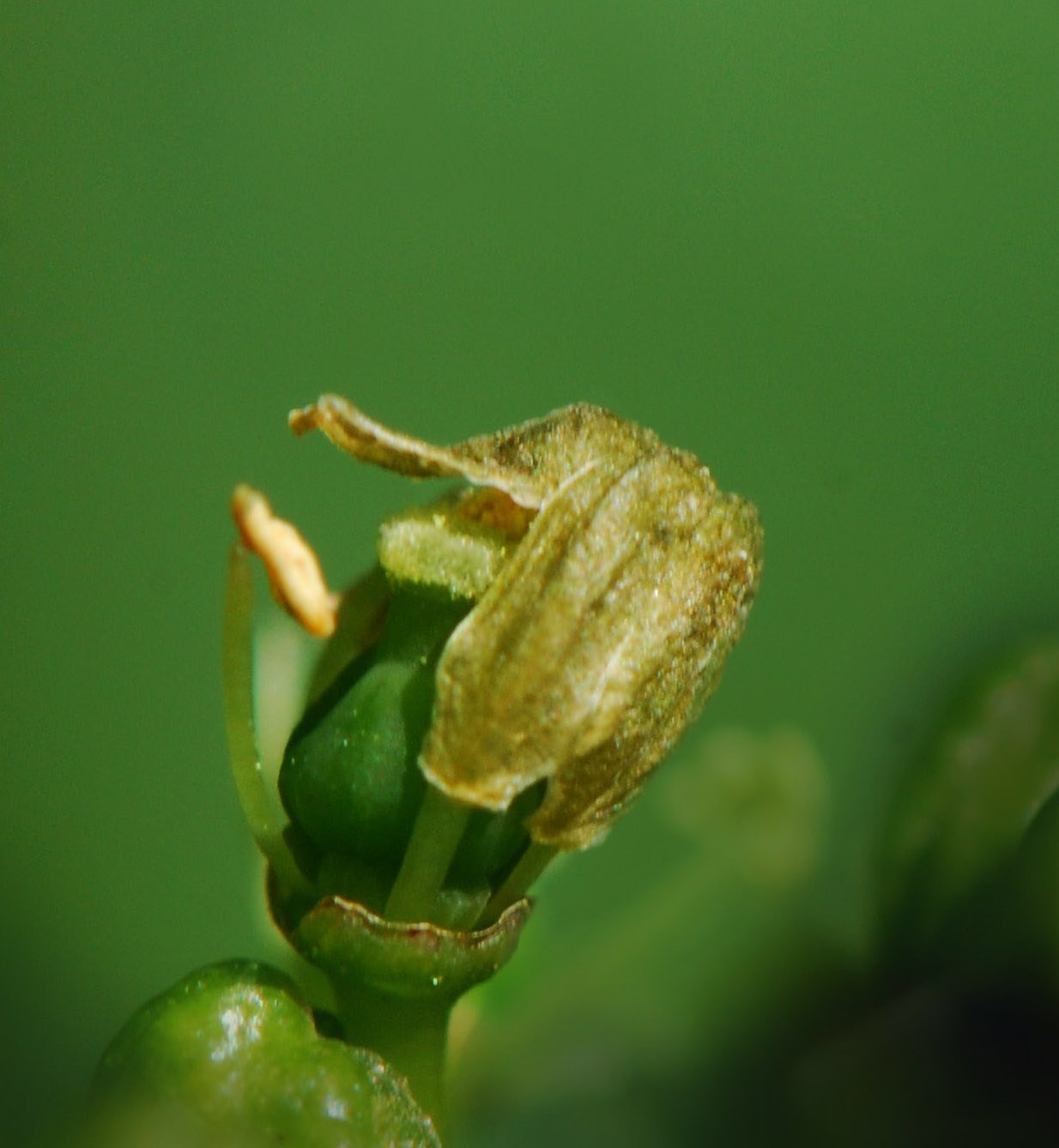
Fleur avec calyptra de Vitis vinifera ssp vinifera

Ce sont des arbrisseaux grimpants qui s'attachent aux supports par des vrilles. Les tiges, taillées en culture, peuvent atteindre dans la nature de très grandes longueurs en grimpant dans les arbres.
Les feuilles à nervation palmée comportent cinq lobes principaux plus ou moins découpés, et sont en forme de cœur à la base.
Les fleurs sont très petites, verdâtres et regroupées en grappes composées. Elles comportent 5 pétales soudés au sommet dans le bourgeon floral. À l'anthèse, ils se déchirent par le bas et se détachent comme une coiffe (appelée calyptra). Chez les Vitis, le disque ne produit pas de nectar.
Les fruits murs sont des baies de forme et de couleur variables. Ils sont blancs, jaunâtres, violets ou noirs, et presque toujours noirs à l'état sauvage.

## Distribution
Le débat est resté longtemps ouvert sur l'origine asiatique ou américaine des Vitis.
Les découvertes des botanistes chinois Wang et Li, dans la seconde moitié XXe siècle, révèlent que la Chine est un centre majeur de diversification des Vitis. Ils reconnaissent 40 espèces et 13 variétés de vignes sauvages chinoises. La région des Monts Qinling (au centre de la Chine, Shaanxi, Henan et Gansu) qui divise le pays en régions tempérées au nord et subtropicales au sud, est une zone de grande diversité, puisque 18 espèces de vignes sauvages y ont été trouvées.
Des travaux en 1996 basés sur l'analyse de l'ADN d'espèces sauvages actuelles montrent qu'elles sont d'origine américaine où elles sont apparues à la fin de l'éocène (vers 40 Ma). 
« À partir de ce centre originel, les Vitis se sont dispersées vers l'Asie par la Béringie, avant une migration plus tardive vers l'Europe. De manière concomitante, une diversification continue et complexe s’est opérée sous la pression des variations du climat et des contraintes géographiques. Durant les périodes glaciaires successives de l’ère quaternaire, la vigne s’est réfugiée dans des zones épargnées du froid dans lesquelles elle a survécu. Lorsque les glace sont fondu, les populations de vigne fragmentées, qui avaient évolué indépendamment, ont recolonisé les espaces libérés, se sont retrouvées et se sont hybridées. Quatre ou cinq épisodes de fragmentation et de rencontre ont eu lieu durant le quaternaire. De cette histoire évolutive est née la diversité actuelle des 72 espèces de Vitis. La plupart pousse en zone tempérée dans l’hémisphère nord, entre les latitudes de 10 à 55°, du Japon à la Californie : 34 Vitis américains, 37 Vitis asiatiques et Vitis vinifera, l’unique espèce européenne ».

## Histoire de la systématique
Carl von Linné introduisit en 1753 le genre Vitis et décrivit V. vinifera la vigne européenne et deux vignes américaines V. labrusca, V. vulpina. Il donnait aussi deux vignes d'Inde qui ne sont plus maintenant retenues.
Les premières études systématiques du genre Vitis sont dues aux scientifiques de Montpellier qui, à la fin du XIXe siècle, cherchaient un remède au phylloxéra qui ravageait le vignoble du midi. Pierre Viala fut envoyé aux États-Unis pour étudier les vignes américaines résistantes au phylloxéra et tolérantes au calcaire. Henri Degron, lui fut envoyé au Japon avec une mission similaire. Il envoya des plants au professeur Jules Emile Planchon de la Faculté de Pharmacie de Montpellier.
La première classification du genre Vitis est due à ce professeur de Montpellier, qui fut un des découvreurs du phylloxéra et voyagea aussi aux États-Unis (Planchon, 1887). Il divisa le genre en espèces américaines et espèces asiatiques. Cette division fut reprise par les ampélographes français Foëx (1895), Ravaz (1902), Galet (1967) et Levadoux (1968).
Aux États-Unis une recherche systématique sur les espèces de Vitis d'Amérique du Nord fut menée par Bailey (1934).
Le traitement le plus complet du genre fut pendant longtemps celui dû à Galet (1967) qui donna une liste de 59 espèces, classées dans 11 séries.
L'étude des fossiles indique le genre Vitis était largement distribué dans l'hémisphère nord à la fin du Tertiaire.
Au début du Pléistocène, il y a 2 millions années, le genre Vitis s'est divisé en deux sous-genres  (Winkler 1962):
- Euvitis : les "vraies vignes" caractérisées par des grappes allongées, des vrilles fourchues, une écorce se détachant en longues bandes. Elles comprennent V. vinifera et V. labrusca.
- Muscadinia : les "vignes muscadines" portent de petites grappes, des baies avec une pellicule épaisse, des vrilles simples, une écorce lisse avec des lenticelles. Elles comprennent V. rotundifolia, V. munsoniana (Amérique du Nord).

Le domaine tempéré chinois qui, jusqu'à la fin du XXe siècle, avait été peu exploré s'est révélé une aire d'origine des Vitis très riche. Un élève de Linné, Thunberg, qui séjourna au Japon, avait décrit V. flexuosa en 1794, des botanistes russes comme Alexander von Bunge, Franz Ruprecht ou Maximowicz décrivirent quelques autres espèces (V. bryoniifolia 1833, V. amurensis 1857, V. piasezkii 1881) puis à la fin du XIXe siècle, les ampélographes de Montpellier autour de Planchon décrivirent quatre nouvelles espèces (V. balansana, V. coignetiae, V. davidii, V. retordii).
Si les troubles politiques que connut la Chine de la chute de l'empire (1912) à la politique de réformes et d'ouverture (gaige kaifeng 1978) ne permirent pas de grands progrès, les décennies 80 et 90 virent une fantastique moisson de découvertes s'accumuler. Deux chercheurs chinois s'illustrèrent par de nombreuses découvertes : W.T. Wang 王文采 décrivit 7 nouvelles espèces et C.L. Li 李朝銮 8 nouvelles espèces. Les articles publiés en chinois dans des revues chinoises mirent cependant très longtemps à être connus en Occident.

## Utilisation
Le genre Vitis comprend beaucoup d'espèces. On considère que la principale espèce de vignes cultivée en Europe, et dans le monde, est Vitis vinifera. Cette espèce est, en effet, à l'origine de très nombreux cultivars, appelés cépages, parmi lesquels le cabernet, le chardonnay, le merlot, le  pinot, le sauvignon etc.
Toutefois, il ne faut pas réduire la vigne à cette seule espèce. Certaines autres espèces peuvent être utilisées pour obtenir du jus, notamment Vitis labrusca en Amérique et Vitis coignetiae en Asie. Le goût de leurs moûts n'est pas autant apprécié que celui des cépages issus de Vitis vinifera.
Certains cépages sont issus d'hybridation entre Vitis vinifera et d'autres espèces (Vitis berlandieri, Vitis labrusca, Vitis riparia, Vitis rupestris...). Enfin, certaines de ces autres espèces peuvent servir de porte-greffes pour des cultivars, afin de les protéger de maladies parasitaires comme le phylloxéra ou cryptogamiques comme le mildiou ou l'oïdium.

### Europe et Méditerranée
Vitis vinifera L. est une espèce cultivée depuis des temps immémoriaux en Europe, dans l'ouest de l'Asie (Moyen-Orient, Caucase) et le nord de l'Afrique, mais que l'on peut trouver à l'état subspontané, notamment dans le sud de la France.
La majorité des cépages est issue de la sous-espèce Vitis vinifera subsp. vinifera.
Des cépages ont été introduits dans tous les continents et la viticulture a pris de l'importance en Amérique du Nord (Californie), du Sud (Argentine, Chili), en Australie, en Afrique du Sud et en Chine. La viticulture occupe environ 8 millions d'hectares dans le monde et produit près de 300 millions d'hectolitres de vin.

### Amérique du Nord
On trouve notamment en Amérique du Nord :
- Vitis labrusca L., la vigne américaine, vigne isabelle ou vigne-framboise (en anglais fox grape, dont les raisins ont un goût « foxé » peu apprécié en Europe)
- Vitis riparia Michx., la vigne des rivages (frost grape)
- Vitis rupestris Scheele, la vigne des rochers (sand grape) ;
- Vitis berlandieri Planch., la vigne dite espagnole (Spanish grape), (syn. Vitis cinerea var. helleri (L.H.Bailey) M.O.Moore)

Peu sensibles au phylloxéra, ces vignes, ainsi que leurs hybrides, sont utilisées soit comme porte-greffes, soit par croisement avec des variétés de Vitis vinifera sous forme d'hybrides producteurs (non admis dans les appellations).
Le raisin de Vitis labrusca peut être vinifié mais donne un vin foxé, dont le goût rappelle la framboise. Un cépage de cette espèce, l’Isabelle est quelquefois cultivé en Europe centrale, notamment en Suisse sous le nom de « gros framboisé ».

### Asie
En Extrême-Orient, on trouve :
- Vitis amurensis Rupr., la vigne de l'Amour (en référence au fleuve)
- Vitis coignetiae Pulliat ex Planch., vigne du Japon

Elle ne présente pas de réel intérêt pour la viticulture, le goût du raisin étant peu connu, peu travaillé et donc peu apprécié.

## Liste alphabétique des espèces
- Vitis acerifolia Raf.
- Vitis aestivalis Michx.
- Vitis amurensis Rupr. - la vigne de l'Amour
- Vitis ×andersonii Rehder (Vitis coignetiae × Vitis riparia)
- Vitis arizonica Engelm.
- Vitis balansana Planch.
- Vitis barbata Wall.
- Vitis bashanica P.C.He
- Vitis bellula (Rehder) W.T.Wang
- Vitis berlandieri Planch - la vigne espagnole (syn. Vitis cinerea var. helleri (L.H.Bailey) M.O.Moore)
- Vitis betulifolia Diels & Gilg
- Vitis biformis Rose
- Vitis blancoi Munson
- Vitis bloodworthiana Comeaux
- Vitis bourgaeana Planch.
- Vitis ×bourquina Munson ex Viala
- Vitis bryoniifolia Bunge
- Vitis californica Benth.
- Vitis ×champinii Planch.
- Vitis chunganensis Hu
- Vitis chungii F.P.Metcalf
- Vitis cinerea (Engelm.) Engelm. ex Millardet
- Vitis coignetiae Pulliat ex Planch. - Vigne du Japon, Vigne de Coignet
- Vitis davidii (Rom.Caill.) Foëx
- Vitis ×doaniana Munson ex Viala
- Vitis erythrophylla W.T.Wang
- Vitis fengqinensis C.L.Li
- Vitis ficifolia Bunge
- Vitis flexuosa Thunb.
- Vitis girdiana Munson
- Vitis hancockii Hance
- Vitis heyneana Roem. & Schult.
- Vitis hui W.C.Cheng
- Vitis jacquemontii R.Parker
- Vitis jaegeriana Comeaux
- Vitis jinggangensis W.T.Wang
- Vitis labrusca L. - la vigne américaine, vigne-framboise ou vigne isabelle (en anglais fox grape, dont les raisins ont un goût « foxé » peu apprécié en Europe)
- Vitis labruscana L.H.Bailey
- Vitis lanceolatifoliosa C.L.Li
- Vitis longquanensis P.L.Chiu
- Vitis luochengensis W.T.Wang
- Vitis menghaiensis C.L.Li
- Vitis mengziensis C.L.Li
- Vitis monticola Buckley
- Vitis mustangensis Buckley
- Vitis nesbittiana Comeaux
- Vitis ×novae-angliae Fernald
- Vitis palmata Vahl
- Vitis peninsularis M.E.Jones
- Vitis piasezkii Maxim.
- Vitis pilosonerva F.P.Metcalf
- Vitis popenoei J.H.Fennel
- Vitis pseudoreticulata W.T.Wang
- Vitis retordii Rom.Caill. ex Planch.
- Vitis riparia Michx. - la vigne des rivages
- Vitis romanetii Rom.Caill.
- Vitis rotundifolia Michx.
- Vitis rupestris Scheele - la vigne des rochers
- Vitis ruyuanensis C.L.Li
- Vitis shenxiensis C.L.Li
- Vitis shuttleworthii House
- Vitis silvestrii Pamp.
- Vitis sinocinerea W.T.Wang
- Vitis ×slavinii Rehder (Vitis argentifolia × Vitis riparia)
- Vitis tiliifolia Humb. & Bonpl. ex Schult.
- Vitis treleasei Munson ex L.H.Bailey
- Vitis tsoii Merr.
- Vitis vinifera L. - la vigne européenne, à laquelle appartiennet la plupart des cépages cultivés dans le cadre de la viticulture.
- Vitis vulpina L. ou Vitis cordifolia Michx
- Vitis wenchouensis C.Ling ex W.T.Wang
- Vitis wilsonae hort.Veitch ex anon.
- Vitis wuhanensis C.L.Li
- Vitis yunnanensis C.L.Li
- Vitis zhejiang-adstricta P.L.Chiu

## Distribution géographique des espèces et date de description
| GROUPE EURO-ASIATIQUE |                                                |                                                                        |      | |
| N°                    | Nom scientifique                               | Nom vernaculaire                                                       | Date | Distribution |
| 1                     | Vitis vinifera L.                              | Lambrusque, Vigne européenne                                           | 1753 | Europe, Asie moyenne, Bassin méditerranéen |
| GROUPE ASIATIQUE      |                                                |                                                                        |      | |
| N°                    | Nom scientifique                               | Nom vernaculaire                                                       | Date | Distribution |
| 2                     | Vitis adenoclada Hand.-Mazz.                   |                                                                        | 1925 | Chine : Hunan |
| 3                     | Vitis amurensis Ruprecht                       | Vigne de l'Amour 山 葡萄 shan putao                                    | 1857 | Extrême-Orient russe : kraï du Primorie et oblast d'Amour Chine : Anhui, Hebei, Heilongjiang, Jilin, Liaoning, Shandong, Shanxi, Zhejiang Corée, Japon (Honshu). |
| 4                     | Vitis balansana Planchon                       | 小 果葡萄 xiao guo putao                                               | 1887 | Chine : Guangdong, Guangxi, Hainan Viêt Nam |
| 5                     | Vitis bashanica P.C.He                         | 麦黄葡萄 mai huang putao                                               | 1995 | Chine : Shaanxi (Baiheyinfang) |
| 6                     | Vitis bellula (Rehder) W.T.Wang                | 美丽葡萄 meili putao                                                   | 1979 | Chine : 400–1600 m. Guangdong, Guangxi, Hubei, Hunan, Sichuan |
| 7                     | Vitis betulifolia Diels & Gilg.                | 桦叶葡萄 huaye putao                                                   | 1900 | Chine : 600–3600 m. SE Gansu, Henan, Hubei, Hunan, Shaanxi, Sichuan, Yunnan |
| 8                     | Vitis bryoniifolia Bunge                       | 蘡薁 yingyu                                                            | 1833 | Chine : Anhui, Fujian, Guangdong, Guangxi, Hebei, Hubei, Hunan, Jiangsu, Jiangxi, Shaanxi, Shandong, Shanxi, Sichuan, Yunnan, Zhejiang |
| 9                     | Vitis chunganensis Hu                          | 东南葡萄 dong nan putao                                                | 1925 | Chine : 500–1400 m. Anhui, Fujian, Guangdong, Guangxi, Hunan, Jiangxi, Zhejiang |
| 10                    | Vitis chungii F.P.Metcalf                      | 闽赣葡萄 mingan putao                                                  | 1932 | Chine : Fujian, Guangdong, Guangxi, Jiangxi. |
| 11                    | Vitis coignetiae Pulliat ex Planchon           | Vigne de Coignet                                                       | 1883 | Russie, Corée, Japon |
| 12                    | Vitis davidii (Rom.Caill.) Foëx                | Vigne de David, 刺葡萄 ci putao                                        | 1886 | Chine : Anhui, Chongqing, Fujian, Gansu, Guangdong, Guangxi, Guizhou, Hubei, Hunan, Jiangsu, Jiangxi, Shaanxi, Sichuan, Yunnan, Zhejiang |
| 13                    | Vitis erythrophylla W.T.Wang                   | 红叶葡萄 hong ye putao                                                 | 1981 | Chine : 1 000 m., Jiangxi, Zhejiang |
| 14                    | Vitis fengqinensis C.L.Li                      | 凤庆葡萄 fengqing putao                                                | 1996 | Chine : 2 000 m. Yunnan |
| 15                    | Vitis ficifolia Bunge                          | (≡) Vitis heyneana subsp. ficifolia (Bunge) C. L. Li                   | 1833 | Chine, Japon |
| 16                    | Vitis flexuosa Thunberg                        | 葛 藟葡萄 gelei putao                                                  | 1794 | Chine : Anhui, Fujian, Gansu, Guangdong, Guangxi, Guizhou, Henan, Hunan, Jiangsu, Jiangxi, Shaanxi, Shandong, Sichuan, Taïwan, Yunnan, Zhejiang Japon : Hokkaido, Honshu, Kyushu, îles Ryūkyū, Shikoku Inde : Assam, Himachal Pradesh, Jammu and Kashmir, Manipur, Uttar Pradesh, West Bengal Pakistan, Laos, Népal, Philippines, Thaïlande, Viêt Nam |
| 17                    | Vitis hancockii Hance                          | 菱 叶葡萄 lingye putao                                                 | 1882 | Chine : 100–600 m. Anhui, Fujian, Jiangxi, Zhejiang |
| 18                    | Vitis heyneana Roemer & Schultes               | 毛葡萄 mao putao                                                       | 1819 | Chine : Anhui, Chongqing, Fujian, Gansu, Guangdong, Guangxi, Guizhou, Hebei, Henan, Hubei, Hunan, Jiangsu, Jiangxi, Shaanxi, Shandong, Shanxi, Sichuan, Xizang, Yunnan, Zhejiang Bhoutan, Inde, Népal |
| 19                    | Vitis hui W.C.Cheng                            | 庐山葡萄 lushan putao                                                  | 1935 | Chine : Jiangxi, Zhejiang |
| 20                    | Vitis jinggangensis W.T.Wang                   | 井冈葡萄 jinggang putao                                                | 1981 | Chine : ca. 1 000 m. Hunan (Yongshun), Jiangxi. |
| 21                    | Vitis lanceolatifoliosa C.L.Li                 | 鸡足葡萄 jizu putao                                                    | 1996 | Chine : Guangdong, Hunan, Jiangxi. |
| 22                    | Vitis longquanensis P.L.Chiu                   | 龙泉葡萄 longquan putao                                                | 1990 | Chine : 700–1300 m. Fujian, Jiangxi, Zhejiang. |
| 23                    | Vitis luochengensis W.T.Wang                   | 罗城葡萄 luocheng putao                                                | 1988 | Chine : 400–700 m. Guangdong, Guangxi. |
| 24                    | Vitis menghaiensis C.L.Li                      | 勐海葡萄 menghai putao                                                 | 1996 | Chine : 1500–1600 m. Yunnan. |
| 25                    | Vitis mengziensis C.L.Li                       | 蒙 自葡萄 mengzi putao                                                 | 1996 | Chine : 1 600 m. Yunnan., |
| 26                    | Vitis piasezkii Maximowicz                     | 变叶葡萄 bianye putao                                                  | 1881 | Chine : Chongqing, Gansu, Hebei, Henan, Shaanxi, Shanxi, Sichuan, Zhejiang. |
| 27                    | Vitis pilosonerva F.P.Metcalf                  | 毛脉葡萄 maomai putao                                                  | 1932 | Chine : 700–800 m. Fujian, Guangdong, Jiangxi |
| 28                    | Vitis pseudoreticulata W.T.Wang                | 华 东葡萄 huadong putao proche de V. wilsonae Veitch                   | 1979 | Chine 100–300 m. Anhui, Fujian, Guangdong, Guangxi, Henan, Hubei, Hunan, Jiangsu, Jiangxi, Zhejiang Corée |
| 29                    | Vitis retordii Romanet du Caillaud ex Planchon | 绵毛葡萄 mianmao putao                                                 | 1887 | Chine : 200–1000 m. Guangdong, Guangxi, Guizhou, Hainan Laos, Viêt Nam |
| 30                    | Vitis romanetii Romanet du Caillaud            | 秋葡萄 qiu putao                                                       | 1883 | Chine : Anhui, Gansu, Henan, Hubei, Hunan, Jiangsu, Shaanxi, Sichuan Laos. |
| 31                    | Vitis ruyuanensis C.L.Li                       | 乳源葡萄 ruyuan putao                                                  | 1996 | Chine : Guangdong. |
| 32                    | Vitis shenxiensis C.L.Li                       | 陕西葡萄 shanxi putao                                                  | 1996 | Chine : 1100–1400 m. Shaanxi. |
| 33                    | Vitis silvestrii Pampanini                     | 湖北葡萄 hubei putao                                                   | 1910 | Chine : 300–1200 m. W Hubei, S Shaanxi. |
| 34                    | Vitis sinocinerea W.T.Wang                     | 小 叶葡萄 xiaoye putao proche de V. adstrictae Hance                   | 1979 | Chine : Fujian, Hubei, Hunan, Jiangsu, Jiangxi, Taïwan, Yunnan, Zhejiang. |
| 35                    | Vitis tsoii Merrill                            | 狭 叶葡萄 xiaye putao =V. embergeri Galet                              | 1932 | Chine : 300–700 m. Fujian, Guangdong, Guangxi. |
| 36                    | Vitis wenchouensis C.Ling ex W.T.Wang          | 温州葡萄 wenzhou putao                                                 | 1979 | Chine : Zhejiang. |
| 37                    | Vitis wilsonae H. J. Veitch                    | 网脉葡萄 wangmai putao                                                 | 1909 | Chine : 400–2000 m. Anhui, Chongqing, Fujian, Gansu, Guizhou, Henan, Hubei, Hunan, Shaanxi, Sichuan, Yunnan, Zhejiang. |
| 38                    | Vitis wuhanensis C.L. Li                       | 武汉葡萄 wuhan putao                                                   | 1996 | Chine : 300–700 m. Henan (Xinyang), Hubei, Jiangxi. |
| 39                    | Vitis yunnanensis C. L. Li                     | 云南葡萄 yunnan putao                                                  | 1997 | Chine : 500–1800 m. Yunnan (Jingdong, Jinghong). |
| 40                    | Vitis zhejiang-adstricta P.L. Qiu              | 浙江蘡薁 zhejiang yingyu                                               | 1990 | Chine : 600–700 m. Zhejiang |
| GROUPE AMÉRICAIN      |                                                |                                                                        |      | |
| N°                    | Nom scientifique                               | Nom vernaculaire                                                       | Date | Distribution |
| 41                    | Vitis acerifolia Rafinesque                    | Bush grape                                                             | 1830 | E-U : Oklahoma, Colorado, New Mexico, Texas, |
| 42                    | Vitis aestivalis Michx.                        | Vigne d'été, Blue grape                                                | 1803 | Canada:Ontario États-Unis |
| 43                    | Vitis arizonica Engelm.                        | Canyon grape                                                           | 1868 | E-U : New Mexico, Texas, Arizona, Utah Mexique : Sonora, Tamaulipas |
| 44                    | Vitis barbata Wall.                            |                                                                        | 1824 | ? |
| 45                    | Vitis berlandieri Planchon                     | Vigne espagnole syn. Vitis cinerea var. helleri (L.H.Bailey) M.O.Moore | 1880 | E-U : Texas, New-Mexico et Arkansas. |
| 46                    | Vitis biformis Rose                            |                                                                        | 1905 | Mexique : San Luis Potosi |
| 47                    | Vitis blancoi Munson                           |                                                                        | 1906 | Mexique : ouest |
| 48                    | Vitis bloodworthiana Comeaux                   |                                                                        | 1991 | Mexique : Durango [Sierra de la Ventanas], Sinaloa [Sierra de la Ventanas] |
| 49                    | Vitis bourgaeana Planchon                      |                                                                        | 1887 | Mexique : Jalisco, Mexico, Michoacan, Morelos, Puebla, Veracruz Mésoam : Belise, Guatemala |
| 50                    | Vitis californica Benth.                       | California wild grape                                                  | 1844 | E-U : Oregon, Californie |
| 51                    | Vitis × champinii Planchon                     | hybride naturel de : V. mustangensis × V. rupestris                    | 1882 | E-U : Texas |
| 52                    | Vitis cinerea (Engelm.) Engelm. ex Millardet   | Downy grape, grayback grape                                            | 1880 | E-U |
| 53                    | Vitis ×doaniana Munson ex Viala                |                                                                        | 1889 | E-U : Oklahoma, Colorado, New-Mexico, Texas |
| 54                    | Vitis girdiana Munson                          | Desert wild grape                                                      | 1887 | E-U : Californie Mexique : Baja California |
| 55                    | Vitis jacquemontii R.Parker                    |                                                                        | 1924 | Inde : Himachal Pradesh, Uttar Pradesh; Népal; Pakistan |
| 56                    | Vitis jaegeriana Comeaux                       |                                                                        | 1991 | Mexique : San Luis Potosi |
| 57                    | Vitis labrusca L.                              | Fox grape ; vigne des chats, vigne-framboisier, vigne isabelle         | 1753 | États-Unis |
| 58                    | Vitis monticola Buckley                        | (sweet) mountain grape                                                 | 1862 | États-Unis : Texas |
| 59                    | Vitis mustangensis Buckley                     | Mustang grape                                                          | 1862 | E-U : Oklahoma, Alabama, Texas |
| 60                    | Vitis nesbittiana Comeaux                      |                                                                        | 1987 | Mexique : Veracruz |
| 61                    | Vitis × novae-angliae Fernald Rhodora          | hybride naturel : V. labrusca × V. riparia                             | 1917 | E-U : Connecticut, Maine, Massachusetts, New Hampshire, New Jersey, Pennsylvania, Rhode Island, Vermont |
| 62                    | Vitis palmata Vahl                             | Katzenrebe                                                             | 1794 | E-U : Indiana, Illinois, Missouri, Oklahoma Alabama, Arkansas, Florida [n.], Kentucky, Louisiane, Mississippi, Tennessee |
| 63                    | Vitis peninsularis M.E.Jones                   |                                                                        | 1933 | Mexique : Baja Sur |
| 64                    | Vitis popenoei J.H.Fennel                      | Totoloche                                                              | 1940 | Mexique : Hidalgo, Oaxaca, Puebla, Queretaro, Veracruz, Chiapas, Tabasco Belize; Guatemala - Alta Verapaz |
| 65                    | Vitis riparia Michx.                           | Frost grape, riverbank grape vigne des rivages                         | 1803 | Canada, E-U |
| 66                    | Vitis rotundifolia Michx.                      | Muscadine grape, southern fox grape vigne musquée                      | 1903 | E-U |
| 67                    | Vitis rupestris Scheele                        | Rock grape, sand grape vigne des rochers                               | 1848 | E-U |
| 68                    | Vitis shuttleworthii House                     | Caloosa grape                                                          | 1921 | E-U : Floride |
| 69                    | Vitis ×slavinii Rehder                         | (Vitis argentifolia × Vitis riparia)                                   | 1922 | E-U : New York |
| 70                    | Vitis tiliifolia Humb. & Bonpl. ex Schult.     | Caribbean grape, vigne des Caraïbes                                    | 1819 | Mexique, Belize; Costa Rica; Salvador; Guatemala; Honduras Caraïbes : Cuba; Rép. Dominicaine; Guadeloupe; Haïti; Jamaïque; Puerto Rico; Virgin Islands Colombie; Équateur |
| 71                    | Vitis treleasei Munson ex L.H.Bailey           |                                                                        | 1897 | E-U : New Mexico, Texas, Arizona |
| 72                    | Vitis vulpina L.                               | = V. cordifolia Michx; Frost grape, winter grape                       | 1753 | E-U |